# فهرست فیلم‌ها با موضوع حلقه زمانی

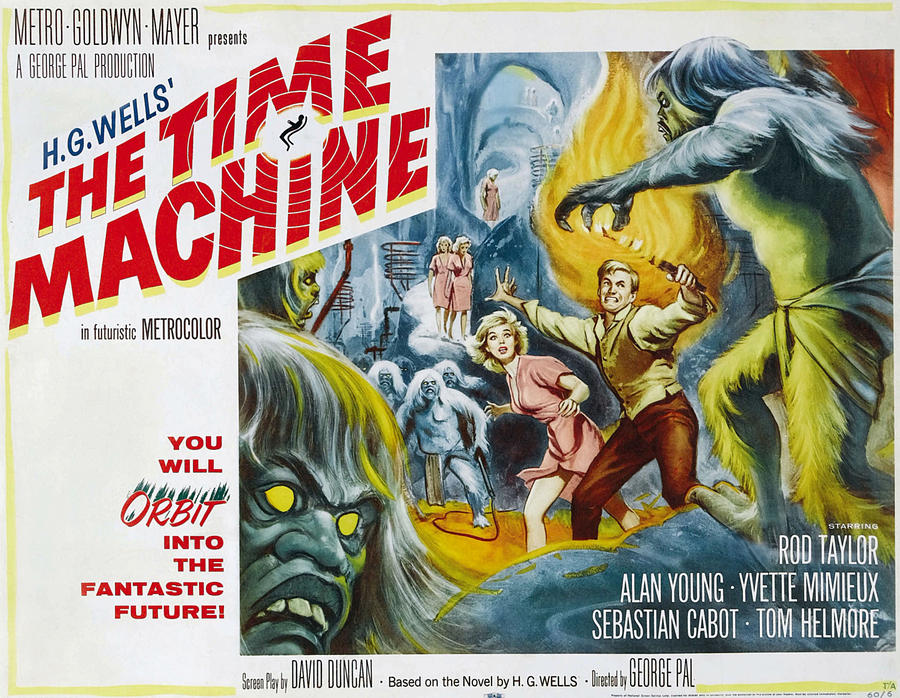
پوستر فیلم ماشین زمان برگرفته‌شده از رمان ماشین زمان در ۱۸۹۵ اثر هربرت جورج ولز

این فهرستی از فیلم‌ها با موضوع حلقه زمانی می‌باشد که در آن شخصیت‌های فیلم بازه‌ای از زمان را بارها تکرار می‌کنند.

## فهرست

### دههٔ ۱۹۶۰
| عنوان | سال  | کشور   | ژانر       | اطلاعات/ اطلاعات                                | رتبهٔ IMDB |
| ----- | ---- | ------ | ---------- | ----------------------------------------------- | --------- |
| اسکله | ۱۹۶۲ | فرانسه | علمی-تخیلی | الهام‌بخش ساخت فیلم «۱۲ میمون»، در سال ۱۹۹۵ بود. | ۸٫۳       |

### دههٔ ۱۹۸۰
| عنوان                               | عنوان                               | سال  | کشور   | ژانر               | اطلاعات/ اطلاعات | رتبهٔ IMDB |
| فارسی                               | انگلیسی                             | سال  | کشور   | ژانر               | اطلاعات/ اطلاعات | رتبهٔ IMDB |
| ----------------------------------- | ----------------------------------- | ---- | ------ | ------------------ | --- | --------- |
| دختری که در زمان پرش می‌کرد          | The Girl Who Leapt Through Time     | ۱۹۸۳ | ژاپن   | علمی-تخیلی         | بر اساس رمان تسوتسوی یاسوتاکا در سال ۱۹۶۵ در رمانی با همین نام. داستان دربارهٔ یک دختر مدرسه ای ژاپنی است که به‌طور تصادفی توانایی سفر در زمان را به دست می‌آورد، که با آن آزمایش می‌کند و سعی می‌کند رویدادهای گذشته را تغییر دهد، و او را در سفرهای مختلف حلقه‌های زمانی هدایت می‌کند.                                                        | ۶٫۳       |
| اوروسی یاتسورا ۲: خواب‌بینندهٔ زیبا   | Urusei Yatsura 2: Beautiful Dreamer | ۱۹۸۳ | ژاپن   | انیمه، فانتزی کمدی | دانش آموزان دبیرستان توموبیکی یک روز قبل از جشن مدرسه بارها و بارها زندگی می‌کنند. | ۷٫۵       |
| آینه برای یک قهرمان                 | Mirror for a Hero                   | ۱۹۸۷ | شوروی  | علمی-تخیلی درام    | اثر ولادیمیر خوتیننکو از اتحاد جماهیر شوروی. دو قهرمان در سال ۱۹۴۹ چندین بار دور هم می‌چرخند، با زندگی سخت پس از جنگ سازگار می‌شوند، با والدین یکی از آنها ملاقات می‌کنند، سرانجام به زمان حال بازمی‌گردند و نگرش خود را نسبت به بزرگان ارزیابی می‌کنند.                                                                                      | ۷٫۶       |
| کابوس در خیابان الم ۴: استاد رؤیایی | کابوس در خیابان الم ۴: استاد رؤیایی | ۱۹۸۸ | آمریکا | ترسناک، اسلشر      | فردی کروگر، یک دیو رؤیایی، از مرگ زنده می‌شود و به سرعت کودکان خیابان الم را پیدا کرده و می‌کشد. با این حال، کریستن، که می‌تواند دیگران را به رویاهای خود بکشاند، توانایی ویژهٔ خود را به دوستش آلیس اراده می‌کند. آلیس به زودی متوجه می‌شود که فردی از این قدرت ناشناخته استفاده می‌کند تا گروه جدیدی از کودکان را به دامنهٔ ناپسند خود بکشاند. | ۵٫۷       |

### دههٔ ۱۹۹۰
| عنوان                              | سال  | اطلاعات | رتبهٔ IMDB |
| فارسی                              | سال  | اطلاعات | رتبهٔ IMDB |
| ---------------------------------- | ---- | --- | --------- |
| ۱۲:۰۱ بعد از ظهر                   | ۱۹۹۰ | کرتوود اسمیت نقش میرون کاستلمن را بازی می‌کند، فردی عادی که از ساعت یک حلقهٔ زمانی از ساعت ۱۲:۰۱ تا ۱۳:۰۰ بعد از ظهر روزی از زندگی‌اش را تکرار می‌کند. | ۷٫۷       |
| ۱۲:۰۱                              | ۱۹۹۲ | بری توماس، کارمند دفتر، در یک «جهش زمانی» گرفتار شده که ناشی از نقص در پروژه مخفی شرکت است. در حال حاضر، همان روز بارها و بارها اتفاق می‌افتد و بری تنها کسی است که می‌تواند در این مورد کاری انجام دهد، از جمله نجات جان دستیار تحقیقاتی زیبا لیزا فردریک. | ۶٫۸       |
| روز گراندهاگ                       | ۱۹۹۳ | یک هواشناس خودشیفته تلویزیون (بیل مری)، همراه با تهیه‌کننده و فیلمبردار جذابش، برای گزارش در روز گراندهاگ در شهر کوچک پونکسوتاونی فرستاده می‌شود، جایی که او متوجه می‌شود همان روز را بارها و بارها باید تکرار کند. | ۸         |
| ۱۲ میمون                           | ۱۹۹۵ | جهان در ۱۹۹۶ به مکانی ناامن تبدیل شده، طوری که بیش از ۵ میلیارد نفر بر اثر یک ویروس کشنده از بین رفته‌اند و یک درصد باقی‌مانده از انسان‌ها مجبورند برای در امان ماندن از مرگ در زیر زمین زندگی کنند. در ۲۰۳۵ عده‌ای از دانشمندان برای یافتن راه حلی برای درمان این ویروس، زندانیان را به زمان گذشته می‌فرستند تا از نوع غیر جهش‌یافته ویروس‌ها اطلاعاتی را پیدا کنند. یکی از آن زندانیان جیمز کول (بروس ویلیس) برای انجام مأموریت در سال ۱۹۹۶ انتخاب می‌شود. | ۸         |
| هر روز کریسمس                      | ۱۹۹۶ | بیلی جکسون کریسمس خوبی ندارد. او یک توپ بسکتبال برای کریسمس گرفت و فقط نمی‌تواند یک پرش پرتاب کند. عمویش دیوید برای افتتاح یک مرکز تجاری والو به شهر می‌آید که باعث می‌شود فروشگاه پدرش از کار بیفتد. وقتی به خواهر کوچکش سارا می‌گوید که بابا نوئل وجود ندارد، آرزو می‌کند که هر روز کریسمس باشد. بیلی اکنون مجبور است روز کریسمس را بارها و بارها تجربه کند.                                                                                            | ۶٫۴       |
| رترواکتیو                          | ۱۹۹۷ | یک روان پزشک سفرهای متعددی را در طول زمان انجام می‌دهد تا زنی را که توسط شوهر وحشی خود کشته شده‌است نجات دهد. | ۶٫۲       |
| بدو لولا بدو                       | ۱۹۹۸ | مانی دوست پسر لولا به او تلفن می‌زند و از لولا می‌خواهد که برای کمک به او چاره‌ای بیندیشد. مانی ۱۰۰هزار مارک آلمان را در قطار مترو جا گذاشته‌است که متعلق به رئیس یک باند قاچاق است. لولا بیست دقیقه فرصت دارد تا پول را تهیه کند و به مانی برساند وگرنه مانی برای تهیه پول به صندوق یک فروشگاه دستبرد می‌زند. با توجه به رویدادهای جزئی در طول ماجرا، سه رویداد متفاوت ممکن است رخ دهد.                                                                  | ۷٫۷       |
| روزی از روزهای کریسمس با میکی ماوس | ۱۹۹۹ | میکی، مینی و دوستان معروفشان گوفی، دونالد، دیزی و پلوتو دور هم جمع می‌شوند تا در سه قصهٔ پر از شگفتی از گذشتهٔ کریسمس، عشق، جادو و شگفتی‌ها را مرور کنند. | ۷٫۱       |
| مردی با باران در کفش‌هایش           | ۱۹۹۹ | ویکتور بوکوفسکی یک بازیگر خارج از کار است که مشکلاتی دارد. او یک مأمور کثیف دارد، عادت دارد با کارگردانان درگیر شود و هنوز عاشق دوست‌دختر سابقش است. با این حال، ویکتور در آستانهٔ یک سفر احساسی غیرمنتظره است که او را با آینده و اشتباهات گذشته‌اش روبرو می‌کند. | ۶٫۲       |

### دههٔ ۲۰۰۰
| عنوان                      | عنوان                            | سال  | کشور     | ژانر                       | اطلاعات/ اطلاعات | رتبهٔ IMDB |
| فارسی                      | انگلیسی                          | سال  | کشور     | ژانر                       | اطلاعات/ اطلاعات | رتبهٔ IMDB |
| -------------------------- | -------------------------------- | ---- | -------- | -------------------------- | --- | --------- |
| برهنه                      | Naken                            | ۲۰۰۰ | سوئد     | کمدی                       | اندرس در روز عروسی خود برهنه در آسانسور بیدار می‌شود. همان‌طور که او سعی می‌کند دلیل مشکل خود را بیان کند، روز دوباره تکرار می‌شود و در یک حلقه زمانی گیر می‌کند. | ۵٫۱       |
| اثر پروانه‌ای               | اثر پروانه‌ای                     | ۲۰۰۴ | آمریکا   | علمی تخیلی دلهره‌آور        | ایوان از دوران کودکی خاطره‌هایش را از دست می‌داد، از اینرو شروع به یادداشت آنها می‌کند. اتفاقات عجیبی رخ می‌دهند که زندگی او را تغییر می‌دهد، اما او تمام آنها را از یاد می‌برد. زمانی که بزرگ می‌شود، روشی پیدا می‌کند که با استفاده از همان خاطراتی که یادداشت کرده، به خاطره‌های فراموش شده برسد و گذشته را عوض کند. | ۷٫۶       |
| اردوگاه کشتار              | Camp Slaughterنام دیگر Camp Daze | ۲۰۰۵ | آمریکا   | اسلشر                      | گروهی از نوجوانان امروزی به سال ۱۹۸۱ بازمی‌گردند و یک اردوگاه تابستانی را کشف می‌کنند که در روزی که قاتل دیوانه وار به راه افتاده‌است زنده می‌ماند. | ۳٫۷       |
| انجام دوبارهٔ کریسمس        | Christmas Do-Over                | ۲۰۰۶ | آمریکا   | تله‌فیلم                    | یک تله‌فیلم. کوین سعی می‌کند برای کریسمس با پسر و همسر سابقش درگیر شود. در طول شام، او فکر کرد که روز کریسمس‌اش نمی‌تواند بیشتر خراب شود. پسرش ناگهان آرزو می‌کند که هر روز کریسمس باشد. پس از آن، یک روز گراندهاگ بود. بازسازی فیلم کریسمس هر روز از منظر بزرگسالان.                                               | ۵٫۶       |
| دختری که در زمان پرش می‌کرد | دختری که در زمان پرش می‌کرد       | ۲۰۰۶ | ژاپن     | انیمه علمی تخیلی عاشقانه   | بر اساس رمان تسوتسوی یاسوتاکا در سال ۱۹۶۵ در رمانی با همین نام. داستان دربارهٔ یک دختر مدرسه ای ژاپنی است که به‌طور تصادفی توانایی سفر در زمان را به دست می‌آورد، که با آن آزمایش می‌کند و سعی می‌کند رویدادهای گذشته را تغییر دهد، و او را در سفرهای مختلف حلقه‌های زمانی هدایت می‌کند.                              | ۷٫۷       |
| نجات                       | Salvage                          | ۲۰۰۶ | آمریکا   | ترسناک                     | کلیر پس از اتمام یک روز کار در یک فروشگاه رفاهی، با وحشت و قتل روبرو می‌شود، نه یک بار بلکه چندین بار. یک انتخاب رسمی از جشنواره فیلم ۲۰۰۶ ساندنس | ۵٫۴       |
| آخرین روز تابستان          | The Last Day of Summer           | ۲۰۰۷ | آمریکا   | کودکان                     | لوک ۱۱ ساله به آرزوی خود می‌رسد که هر روز آخرین روز تابستان باشد. | ۵٫۳       |
| هیچ‌کس                      | هیچ‌کس                            | ۲۰۰۷ | کانادا   | دلهره‌آور ترسناک جنایی نوآر | یک قاتل خونسرد در یک بازی مرگ سورئال گرفتار می‌شود. هنگامی که او سراغ قربانی جدیدش می‌رود مشکلی اتفاق میفتد؛ زمان شروع به جمع‌شدن می‌کند و یک مهاجم از تاریکی بیرون می‌آید که می‌تواند تمام حرکات قاتل را پیش‌بینی کند. در این زمان شکارچی در عرض چند ثانیه تبدیل به قربانی می‌شود.                                    | ۴٫۵       |
| جرایم زمانی                | جرایم زمانی                      | ۲۰۰۷ | اسپانیا  | علمی تخیلی دلهره‌آور        | مردی به‌طور تصادفی وارد ماشین زمان می‌شود و نزدیک به یک ساعت به عقب سفر می‌کند. یافتن خود اولین مورد از یک سری بلایای با پیامدهای غیرقابل پیش‌بینی است. | ۷٫۲       |
| مثلث                       | مثلث                             | ۲۰۰۹ | استرالیا | تریلر روان‌شناختی           | گروهی از دوستان به قایق می‌روند و بر اثر طوفان گیر می‌افتند. آنها یک کشتی تفریحی را کشف می‌کنند که باعث می‌شود یک سری اتفاقات تکراری را تجربه کنند. | ۶٫۹       |

### دههٔ ۲۰۱۰
| عنوان                               | عنوان                                | سال  | کشور            | ژانر                                        | اطلاعات/ اطلاعات | رتبهٔ IMDB |
| فارسی                               | انگلیسی                              | سال  | کشور            | ژانر                                        | اطلاعات/ اطلاعات | رتبهٔ IMDB |
| ----------------------------------- | ------------------------------------ | ---- | --------------- | ------------------------------------------- | --- | --------- |
| دختری که در زمان پرش می‌کرد (فیلم)   | The Girl Who Leapt Through Time      | ۲۰۱۰ | ژاپن            | علمی تخیلی                                  | بر اساس رمان تسوتسوی یاسوتاکا در سال ۱۹۶۵ در رمانی با همین نام. داستان دربارهٔ یک دختر مدرسه ای ژاپنی است که به‌طور تصادفی توانایی سفر در زمان را به دست می‌آورد، که با آن آزمایش می‌کند و سعی می‌کند رویدادهای گذشته را تغییر دهد، و او را در سفرهای مختلف حلقه‌های زمانی هدایت می‌کند.                                                                 | ۶٫۵       |
| تکرارکنندگان                        | Repeaters                            | ۲۰۱۰ | کانادا          | دلهره‌آور                                    | گروهی از زندانیان در یک مرکز توانبخشی مجبور می‌شوند یک روز را بارها و بارها تکرار کنند. | ۵٫۸       |
| ۱۲ قرار کریسمس                      | 12 Dates of Christmas                | ۲۰۱۱ | آمریکا          | تله‌فیلم                                     | کیت در حلقه‌ای زمانی به شب کریسمس برمی‌گردد و باید چگونگی شکستن چرخه را کشف کند. او باید بین دوست پسر سابقش جک یا فرد جدید به نام مایلز تصمیم بگیرد. | ۶٫۳       |
| جاده                                | جاده                                 | ۲۰۱۱ | فیلیپین         | وحشت روان‌شناختی جنایی درام                  | گروهی از نوجوانان سرانجام تلاش خود را برای کشف جاده ای روستایی انجام می‌دهند که دارای تمام علائم هشداردهنده ایده بد است. | ۵٫۲       |
| کد منبع                             | کد منبع                              | ۲۰۱۱ | فرانسه آمریکا   | علمی تخیلی اکشن                             | خلبان هوانوردی ارتش ایالات متحده، کاپیتان کلتر استیونز، مکرراً هشت دقیقه آخر عمر شخص دیگری را برای شناسایی بمب‌گذار در حمله تروریستی تجربه می‌کند تا از حمله دوم هسته ای به شیکاگو جلوگیری کند. | ۷٫۵       |
| لوپر                                | لوپر                                 | ۲۰۱۲ | آمریکا          | علمی تخیلی اکشن                             | در آینده سفر در زمان اختراع می‌شود اما غیرقانونی است و فقط در بازار سیاه موجود است. وقتی اوباش می‌خواهند از شر کسی خلاص شوند، هدف خود را ۳۰ سال گذشته می‌فرستند، جایی که جو، یک لوپر، آنها را می‌کشد. جو در حال ثروتمند شدن است و زندگی خوبی دارد تا روزی که اوباش تصمیم به بستن حلقه زمانی می‌گیرند و آیندهٔ جو را را برای ترور به گذشته بازمی‌گردانند. | ۷٫۴       |
| بازی‌های معدن                        | Mine Games                           | ۲۰۱۲ | آمریکا          | حلقه زمانی دلهره‌آور                         | گروهی از دوستان در حال گذراندن تعطیلات در جنگل، اجساد خود را کشف می‌کنند و متوجه می‌شوند که آنها در یک حلقه زمانی به دام افتاده‌اند که سعی می‌کنند آن را بشکنند. | ۵٫۴       |
| پوئلا مگی مادوکا ماژیکا             | Puella Magi Madoka Magica: The Movie | ۲۰۱۲ | ژاپن            | انیمه                                       | هومورا آکمی توانایی سفر در زمان را دارد و این کار را بارها انجام داده‌است. هومورا هر ماه در نجات مادوکا کانامه از نابودی شکست می‌خورد و مجبور می‌شود تراژدی از دست دادن مادوکا را دوباره زنده کند. | ۷٫۷       |
| ماهی و گربه                         | —                                    | ۲۰۱۳ | ایران           | معمایی، درام، اسلشر                         | | ۷٫۲       |
| بلاد پانچ                           | Blood Punch                          | ۲۰۱۳ | آمریکا          | دلهره‌آور                                    | یک گروه سه نفره برای یک کار مجرمانه از یک کابین دور افتاده دیدن می‌کنند و می‌بینند که هر یک از اعضا در همان روز به‌طور مستقل زندگی می‌کنند. | ۶٫۳       |
| شکارچی                              | Haunter                              | ۲۰۱۳ | کانادا          | داستان ترسناک                               | شبح یک نوجوان، لیزا جانسون (ابیگیل برسلین) که به همراه خانواده اش در همان روز به زندگی ادامه می‌دهند (اگرچه او تنها از آن مطلع است) سعی می‌کند از یک دختر جوان، اولیویا (النور زیچی) و خانواده اش محافظت کند. از یک قاتل سریالی مرده، مرد رنگ پریده (استیون مک‌هتی) که می‌تواند زنده‌ها را تصاحب کند.                                                  | ۵٫۹       |
| دربارهٔ زمان                         | دربارهٔ زمان                          | ۲۰۱۳ | بریتانیا        | کمدی-درام عاشقانه                           | تیم (دامنل گلیسون) که فردی اهل کورنوال است متوجه می‌شود که می‌تواند در زمان سفر کند و اتفاقاتی که برای دنیا و زندگی خودش رخ داده را تغییر دهد، اما تصمیم او برای سفر در زمان و تغییر زندگی‌اش به واسطهٔ پیدا کردن یک دوست‌دختر به آن راحتی که فکر می‌کند، پیش نمی‌رود.                                                                                   | ۷٫۸       |
| لبه فردا                            | لبه فردا                             | ۲۰۱۴ | آمریکا          | علمی تخیلی اکشن                             | سرگرد ویلیام «بیل» کیج (تام کروز) و سرباز نیروهای ویژه ریتا وراتاسکی (امیلی بلانت) با هم متحد می‌شوند تا با یک نژاد بیگانه متخاصم معروف به میمیکس مبارزه کنند، در حالی که کیج دائماً در یک حلقهٔ زمانی به یک نبرد تکراری برمی‌گردد. | ۷٫۹       |
| میان‌ستاره‌ای                         | میان‌ستاره‌ای                          | ۲۰۱۴ | آمریکا بریتانیا | فیلم حماسی علمی-تخیلی درام                  | ماجراهای گروهی از کاشفان که از یک کرم‌چالهٔ تازه کشف شده استفاده می‌کنند تا از محدودیت‌های سفر فضایی بشر عبور کرده و فواصل وسیعی را که در یک سفر بین ستاره ای وجود دارد، فتح کنند. | ۸٫۶       |
| حادثه                               | The Incident                         | ۲۰۱۴ | مکزیک           | علمی تخیلی دلهره‌آور                         | دو داستان گروه‌هایی که در حلقه‌های بی‌نهایت زمان و مکان به دام افتاده‌اند. یکی، یک راه پله بی پایان، دیگری، یک جاده بی پایان، که هر دو به خود بازمی‌گردند. در حالی که زمان در محیط اطراف هر روز بازنشانی می‌شود، شخصیت‌های به دام افتاده همچنان در حلقه‌ها پیر می‌شوند.                                                                                    | ۶٫۴       |
| مرد بی‌نهایت                         | The Infinite Man                     | ۲۰۱۴ | استرالیا        | علمی تخیلی                                  | پس از تعطیلات آخر هفته عاشقانه با دوست دخترش، دانشمندی سفر در زمان را اختراع می‌کند تا بتواند برای او یک استراحت عالی ایجاد کند، اما ناخواسته او را در یک حلقه زمانی مکرر به دام می‌اندازد. | ۶٫۳       |
| زودرس                               | Premature                            | ۲۰۱۴ | آمریکا          | کمدی                                        | راب، دانش آموز دبیرستان، مجبور است بارها و بارها باکره شدن خود را از دست بدهد تا زمانی که به درستی برسد، با دختر مناسب. | ۵٫۸       |
| دختران نهایی                        | دختران نهایی                         | ۲۰۱۵ | آمریکا          | کمدی اسلشر                                  | گروهی از دوستان خود را گرفتار یک فیلم ترسناک دهه ۸۰ می‌دانند که هر ۹۲ دقیقه یکبار دوباره شروع می‌شود. | ۶٫۶       |
| جاودانگی                            | جاودانگی                             | ۲۰۱۶ | ایران           | درام                                        | تمام اتفاقات این فیلم در شبی بارانی در قطار رُخ می‌دهد و به قصه زندگی شش خانواده در واگن‌های مختلف قطار می‌پردازد که با جا به جایی زمان روایت می‌شود. | ۶٫۶       |
| ارک                                 | ARQ                                  | ۲۰۱۶ | آمریکا کانادا   | علمی تخیلی اکشن                             | در حین حمله‌ای به خانهٔ یک مهندس، اختراعش باعث ایجاد یک حلقهٔ زمانی می‌شود؛ او سعی می‌کند معشوق سابق خود را نجات دهد و اینکه چه کسی و چرا او را هدف قرار داده‌است. | ۶٫۴       |
| دکتر استرنج                         | دکتر استرنج                          | ۲۰۱۶ | آمریکا          | ابرقهرمانی فانتزی علمی تخیلی                | استیون استرنج با کمک از قدرت چشم آگاموتو، خود و دورمامو را در یک حلقهٔ زمانی به دام می‌اندازد تا با او در مورد زمین چانه بزند. | ۷٫۵       |
| روز گراندهاگ برای یک سیاه‌پوست       | Groundhog Day for a Black Man        | ۲۰۱۶ | آمریکا بریتانیا | کمدی درام                                   | فیلم کوتاهی در مورد یک سیاه‌پوست که در همان روز به زندگی خود ادامه می‌دهد و در نهایت توسط یک افسر پلیس به ضرب گلوله کشته می‌شود. کارگردان این فیلم، فیلم دو غریبه دور از نتفلیکس را متهم به سرقت ادبی کرد. | ۷٫۳       |
| خانه دوشیزه پرگرین برای بچه‌های عجیب | خانه دوشیزه پرگرین برای بچه‌های عجیب  | ۲۰۱۶ | آمریکا          | فانتزی علمی تخیلی                           | نوجوان جیک از خرابه‌های یتیم خانه ای دیدن می‌کند که در جریان جنگ جهانی دوم در اثر بمباران تخریب شده بود و متوجه می‌شود که ساکنان اصلی با ایجاد یک حلقه زمانی برای تکرار روز ۳ سپتامبر ۱۹۴۳ زنده مانده‌اند. | ۶٫۷       |
| هجوم                                | —                                    | ۲۰۱۷ | ایران           | جنایی                                       | | ۶٫۳       |
| پیش از آنکه بمیرم                   | پیش از آنکه بمیرم                    | ۲۰۱۷ | آمریکا          | نوجوانان درام دلهره‌آور معمایی               | دختری بنام سامتا کینگستون مدام روز مرگ خود تجربه می‌کند تا بتواند همه چیز را درست کند. | ۶٫۵       |
| یک روز                              | A Day                                | ۲۰۱۷ | کره جنوبی       | معمایی دلهره‌آور                             | یک پدر که در یک حلقه زمان بی‌پایان گیر کرده‌است سعی می‌کند دخترش را نجات دهد. | ۶٫۹       |
| بی پایان                            | The Endless                          | ۲۰۱۷ | آمریکا          | علمی تخیلی ترسناک درام                      | دو برادر به فرقه ای برمی گردند که در یک حلقه زمانی گیر کرده‌است. | ۶٫۵       |
| روز مرگت مبارک                      | روز مرگت مبارک                       | ۲۰۱۷ | آمریکا          | کمدی سیاه اسلشر                             | یک زن جوان اسنوبی در روز تولدش، دوشنبه هجدهم، کشته می‌شود. او صبح روز ۱۸ از خواب بیدار می‌شود، زنده است، بارها و بارها در همان روز روبرو می‌شود، در حالی که ضعیف تر می‌شود. | ۶٫۶       |
| عریان                               | عریان                                | ۲۰۱۷ | آمریکا          | کمدی                                        | راب در حالی که در روز عروسی خود برهنه در آسانسور هتل بیدار می‌شود در یک حلقه زمانی گرفتار شده‌است. این فیلم بازسازی فیلم ۲۰۰۰ سوئدی برهنه است. | ۵٫۴       |
| بازنشانی                            | Reset                                | ۲۰۱۷ | چین             | علمی تخیلی دلهره‌آور                         | یک فیزیکدان از یک دستگاه کرم چاله آزمایشی برای سفر به جهان‌های موازی و بازگشت یک ساعته به عقب استفاده می‌کند و سعی می‌کند پسر ربوده شده خود را نجات دهد. | ۵٫۳       |
| مسافر                               | The Fare                             | ۲۰۱۸ | آمریکا          | معمایی دلهره‌آور                             | یک راننده تاکسی و مسافر او در یک حلقه حلقه زمان بی پایان محبوس می‌شوند زیرا مجبورند سفر خود را بارها و بارها تکرار کنند. | ۶٫۳       |
| بی وزنی                             | بی وزنی                              | ۲۰۱۹ | ایران           | تریلر روان‌شناختی                            | فیلم قصه‌ای زنانه دارد و در یک شب عروسی و روز بعد از آن روایت می‌شود که داماد مراسم را ترک کرده‌است. |           |
| بازی تمام شد                        | بازی تمام شد                         | ۲۰۱۹ | هند             | تریلر روان‌شناختی                            | سوآپنا، کاربر ویلچر، که از خانه اش در برابر یک مزاحم مرموز دفاع می‌کند. هر بار که توسط متجاوز کشته می‌شود، تا آغاز روز بیدار می‌شود. با این حال، مفهوم بیشتر در مورد نحوه عملکرد یک بازی ویدیویی است. | ۷٫۱       |
| روز مرگت مبارک ۲                    | روز مرگت مبارک ۲                     | ۲۰۱۹ | آمریکا          | کمدی سیاه اسلشر                             | بلافاصله پس از وقایع فیلم اول، تری گلبمن (جسیکا راث) به‌طور غیرمنتظره دوباره وارد حلقه زمان می‌شود و تصمیم می‌گیرد بعد از اینکه متوجه شد دوستانش درگیر شده‌اند از آن فرار کند. | ۶٫۲       |
| کوکو-دی کوکو-دا                     | Koko-di Koko-da                      | ۲۰۱۹ | سوئد دانمارک    | سوررئالیست خیال‌پردازی تاریک وحشت روان‌شناختی | یک زوج در حال مبارزه در یک اردو در یک حلقه زمانی گرفتار می‌شوند که توسط گروهی از شخصیت‌های افسانه ای عذاب می‌کشند. | ۵٫۹       |
| اگهی در گذشت توند جانسون            | The Obituary of Tunde Johnson        | ۲۰۱۹ | آمریکا          | درام                                        | یک نوجوان همجنسگرا سیاهپوست آمریکا بارها و بارها روز تیراندازی مرگبار خود را در یک حادثه ناخواسته وحشیگری پلیس تکرار می‌کند. | ۵٫۷       |
| دیروز میبینمت                       | See You Yesterday                    | ۲۰۱۹ | آمریکا          | علمی تخیلی                                  | این فیلم داستان یک اعجوبه علمی بلندپرواز را دنبال می‌کند که از توانایی و توانایی خود برای ایجاد ماشین‌های زمان استفاده می‌کند تا برادرش را که توسط یک افسر پلیس کشته شده‌است نجات دهد. همان‌طور که او سعی می‌کند وقایع گذشته را تغییر دهد، در نهایت با عواقب خطرناک سفر در زمان روبرو می‌شود.                                                            | ۵٫۲       |

### دههٔ ۲۰۲۰
| عنوان                   | عنوان                   | سال  | کشور   | ژانر                         | اطلاعات/ اطلاعات | رتبهٔ IMDB |
| فارسی                   | انگلیسی                 | سال  | کشور   | ژانر                         | اطلاعات/ اطلاعات | رتبهٔ IMDB |
| ----------------------- | ----------------------- | ---- | ------ | ---------------------------- | --- | --------- |
| جنایت بی‌دقت             | —                       | ۲۰۲۰ | ایران  |                              | |           |
| پالم اسپرینگز           | پالم اسپرینگز           | ۲۰۲۰ | آمریکا | علمی تخیلی کمدی رمانتیک      | وقتی نایلز بی دغدغه و سارا خدمتکار افتخاری در یک مراسم عروسی پالم اسپرینگز با هم برخورد می‌کنند، صبح روز بعد اوضاع پیچیده می‌شود وقتی که متوجه می‌شوند نمی‌توانند از محل، خود یا یکدیگر فرار کنند. | ۷٫۴       |
| دو غریبه دور            | Two Distant Strangers   | ۲۰۲۰ | آمریکا | فیلم کوتاه                   | یک فیلم کوتاه علمی-تخیلی آمریکایی ۲۰۲۰ که مرگ سیاه پوستان آمریکایی را در هنگام برخورد با پلیس از طریق شخصیتی که در یک حلقه زمانی به دام افتاده‌است و به مرگ او پایان می‌یابد، بررسی می‌کند.       | ۶٫۹       |
| رتبه رئیس               | رتبه رئیس               | ۲۰۲۱ | آمریکا | علمی تخیلی اکشن              | یک افسر بازنشسته نیروهای ویژه در روز مرگ خود در یک حلقه زمانی به دام افتاده‌است. | ۶٫۸       |
| نقشه چیزهای کوچک و عالی | نقشه چیزهای کوچک و عالی | ۲۰۲۱ | آمریکا | علمی تخیلی کمدی-درام عاشقانه | دو نوجوان که به‌طور مکرر در یک روز زندگی می‌کنند، آنها را قادر می‌سازد تا نقشه عنوان را ایجاد کنند.                                                                                               | ۶٫۸       |